# Александър Стрезов
Александър Кръстев Стрезов е български дипломат и политик от БКП.

## Биография
Роден е на 13 март 1935 г. в Русе. Завършва журналистика. Работи в Министерството на външните работи. От 1965 до 1973 г. е служител в Секретариата на ЮНЕСКО в Париж. Бил е съветник, пълномощен министър и посланик. От 1981 г. е заместник-министър на външните работи, а през 1987 г. и първи заместник-министър на външните работи. По същото време е постоянен представител на България в ООН. От 13 декември 1988 г. до 1990 г. е кандидат-член на ЦК на БКП. През 1991 г. е посланик на България в Швеция. През 90-те години работи като журналист и редактор в отдел "Международна политика" на вестник "Континент". Умира на 11 август 2007 г.